# کوین سلدرایرس
کوین سلدرایرس (انگلیسی: Kevin Seeldraeyers؛ زادهٔ ۱۲ سپتامبر ۱۹۸۶) دوچرخه‌سوار اهل بلژیک است.
از باشگاه‌هایی که در آن بازی کرده‌است می‌توان به وانتی–گروپ گوبر اشاره کرد.